# Anna Fjæstad
Anna Maria Elisabeth Fjæstad, Anna med handen, född 9 januari 1865 i Stockholm, död 10 december 1946 i Arvika, var en svensk konstväverska.
Fjæstad drev tillsammans med sin syster Amelia och sin mor Christine en framgångsrik skrädderiverksamhet i Örebro innan de under 1900-talets första decennium flyttade till Arvika. Syftet med flytten var att bistå bror Gustaf och svägerska Maja Fjæstad i arbetet med att inreda Ernest Thiels hem, numera Thielska galleriet.
I Arvika grundade hon, tillsammans med sin syster, Fjæstads väveri med tillhörande vävskola. Fram till 1942 utbildade de hundratals unga kvinnor. Hon utförde textilkonst i olika tekniker efter egna eller brodern Gustafs skisser ofta i mycket avancerad teknik. Hon medverkade med några nyttotextilier på utställningen Värmlänningar på Liljevalchs konsthall i Stockholm 1929. Hon har skapat flossmattor, sniljdukar med mera i dels i historiska stilarter, dels i den speciella fjæstadska jungendstilen.
Fjæstad var en av grundarna till Arvika Konsthantverk.